# 欧洲鳞毛蕨
欧洲鳞毛蕨（学名：Dryopteris filix-mas）为鳞毛蕨科鳞毛蕨属下的一个种。